# Francisco Seva Rivadulla
Francisco Seva Rivadulla (Orihuela, Alicante) es un periodista español experto en comunicación y marketing agroalimentario.

## Trayectoria
Francisco Seva Rivadulla es experto en comunicación, promoción,  marketing e internacionalización agroalimentaria, habiendo sido director de marketing de varias empresas europeas de frutas y hortalizas, ha escrito numerosos artículos especializados en el sector. Además, es autor de 2 libros sobre cítricos, el primero sobre el limón y pomelo en España y el segundo sobre la citricultura española.

## Obras
- Limón y Pomelo: Consideraciones y Reflexiones Periodísticas
- Presente y Futuro de los Cítricos Españoles